# Anao
Anao is een gemeente in de Filipijnse provincie Tarlac op het eiland Luzon. Bij de laatste census in 2007 had de gemeente bijna 11 duizend inwoners.

## Geografie

### Bestuurlijke indeling
Anao is onderverdeeld in de volgende 18 barangays:
| - Baguindoc - Bantog - Campos - Carmen - Casili - Don Ramon - Hernando - Poblacion - Rizal | - San Francisco East - San Francisco West - San Jose North - San Jose South - San Juan - San Roque - Santo Domingo - Sinense - Suaverdez |

## Demografie
Anao had bij de census van 2007 een inwoneraantal van 10.806 mensen. Dit zijn 761 mensen (7,6%) meer dan bij de vorige census van 2000. De gemiddelde jaarlijkse groei komt daarmee uit op 1,01%, hetgeen lager is dan het landelijk jaarlijks gemiddelde over deze periode (2,04%). Vergeleken met de census van 1995 is het aantal mensen met 1.566 (16,9%) toegenomen.

De bevolkingsdichtheid van Anao was ten tijde van de laatste census, met 10.806 inwoners op 23,87 km², 387,1 mensen per km².